# Корольов Олександр Іванович
Олекса́ндр Іва́нович Корольо́в (* 24 жовтня 1958, Вроцлав, Польща) — віцепрезидент Придністровської Молдавської Республіки.

## Біографія
У 1965 році вступив до Бендерської середньої школи, яку закінчив у 1975 році. Після закінчення середньої школи працював слюсарем на заводі «Прилад» м. Бендери.
У 1976 році вступив до Кишинівський педагогічний інститут ім. І. Крянге.
У 1980 році закінчив вищевказаний навчальний заклад і був призваний до лав Радянської Армії.
У 1985 році був направлений для проходження служби в МВС МРСР на посаду інспектора у справах неповнолітніх Бендерського МВВС. У 1987 році переведений у відділення карного розшуку на посаду оперуповноваженого. У 1989 році призначений старшим оперуповноваженим по розкриттю тяжких злочинів.
У 1992 році на посаді начальника Кримінального розшуку звільнився з органів внутрішніх справ Молдови, через незгоду з політикою Уряду проводиться Молдови щодо втягування працівників ОВС у збройний конфлікт.
У червні 1992 року брав участь у бойових діях у складі спеціального загону по захисту ПМР від молдавських націоналістів. Нагороджений медаллю «Захиснику Придністров'я».
З 1996 року проходив службу в МВС ПМР на посадах: заступника начальника, він же начальник кримінальної міліції Бендерського МВВС, Першого заступника міністра, він же начальник кримінальної міліції, Міністра внутрішніх справ ПМР.
У 1998 році нагороджений Грамотою Президента Придністровської Молдавської Республіки за хороші показники в професійній діяльності.
За активну професійну діяльність в органах внутрішніх справ ПМР, згідно з Указом Президента нагороджений Орденом «За службу Батьківщині у Збройних Силах ПМР» ІІІ ступеня. За особистий внесок у захист економічного суверенітету та безпеки ПМР Орденом «Трудова Слава», нагрудним знаком «За розвиток митної системи ПМР».
За особистий внесок у становлення і розвиток правоохоронних органів ПМР присвоєно почесне звання «Заслужений працівник МВС».
У грудні 2006 року при виборах Президента Придністровської Молдавської Республіки балотувався на пост Віцепрезидента ПМР. Згідно з Постановою Центральної виборчої комісії № 151 від 13 грудня 2006 року обраний на посаду Віцепрезидента ПМР (Керівник Адміністрації Президента).
Згідно з Указом Президента Придністровської Молдавської Республіки № 135 від 5 лютого 2007 року призначений секретарем Ради безпеки ПМР.
Одружений, має двох дітей.

## Нагороди
- 23 жовтня 2008 — орден «За заслуги» І ступеня (за заслуги в становленні і розвитку Придністровської Молдавської Республіки, активну державну діяльність, високі організаторські та професійні здібності і у зв'язку з 50-річчям з дня народження).[1]
- 15 вересня 2004 — орден «Трудова слава» (за особистий внесок у захист і зміцнення економічного суверенітету і безпеки Придністровської Молдавської Республіки і у зв'язку з 12-ю річницею з дня утворення митних органів Придністровської Молдавської Республіки).[2]
- 13 жовтня 2003 — орден «За службу Батьківщині у Збройних Силах Придністровської Молдавської Республіки» ІІІ ступеня (за активну професійну діяльність в органах внутрішніх справ Придністровської Молдавської Республіки, високі організаторські здібності і у зв'язку з 45-річчям з дня народження).[3]
- 13 червня 1997 — медаль «Захиснику Придністров'я» (за мужність і стійкість, героїчну працю і високий патріотизм, проявлені при захисті міста Бендери від агресії Молдови).[4]
- 27 серпня 2007 — медаль «За бездоганну службу» ІІІ ступеня (за заслуги в становленні і розвитку Придністровської Молдавської Республіки, активну громадську і професійну діяльність та у зв'язку з 17-ю річницею з дня утворення Придністровської Молдавської Республіки).[5]
- 29 липня 2002 — медаль «Учаснику миротворчої операції в Придністров'ї» (за активну підтримку і надання допомоги миротворчим силам у проведенні заходів щодо встановлення і підтримання миру і у зв'язку з 10-річчям від дня початку миротворчої операції в Придністров'ї).[6]
- 1 жовтня 2002 — ювілейна медаль «10 років митним органам Придністровської Молдавської Республіки» (за активну діяльність у формуванні і розвитку митних органів Придністровської Молдавської Республіки і у зв'язку з 10-річчям з дня утворення митних органів Придністровської Молдавської Республіки).[7]
- 23 жовтня 2006 — почесне звання «Заслужений працівник Міністерства внутрішніх справ» (за особистий внесок у становлення і розвиток правоохоронних органів Придністровської Молдавської Республіки, високі організаторські та професійні здібності).[8]
- 23 вересня 2005 — нагрудний знак «За розвиток митної служби Придністровської Молдавської Республіки» (за особливий внесок у становлення, розвиток і вдосконалення митної системи Придністровської Молдавської Республіки, забезпечення економічної безпеки Придністровської Молдавської Республіки і організацію ефективної роботи митних органів Придністровської Молдавської Республіки і в зв'язку з 13-ю річницею від утворення митних органів Придністровської Молдавської Республіки).[9]